# Biały Klasztor (Nowy Sącz)
Biały Klasztor – historyczna część miasta Nowy Sącz nad Kamienicą, położona w centrum miasta, przy intersekcji ulicy Królowej Jadwigi z Aleją Piłsudskiego.
Znajduje się tu Kościół Matki Bożej Niepokalanej, Sanktuarium św. Rity oraz dom zakonny Zgromadzenia Sióstr Niepokalanego Poczęcia NMP.